# Marie Louise av Österrike
Marie Louise av Österrike (Maria Ludovica Leopoldina Franziska Therese Josepha Lucia), född 12 december 1791 i Wien, död 17 december 1847 i Parma, fransk kejsarinna, gift med kejsar Napoleon I. Mor till Napoleon II, även kallad "kungen av Rom". Hon var Frankrikes ställföreträdande regent under Napoleons frånvaro mellan 1813 och 1814, och därefter monark, regerande hertiginna, av Parma 1815–1847.

## Tidigt liv
Marie Louise var dotter till kejsar Frans I av Österrike och Maria Teresia av Neapel. 
Hennes mor ska inte ha visat intresse för henne, men hon var sin fars favorit och hade en idyllisk barndom delad mellan Wien och sommarpalatsen Schönbrunn och Laxenburg. Hon kunde ses på promenad med sin far på Wiens gator under sin uppväxt. Kejsarfamiljen levde ett mycket tillbakadraget liv under hennes mors tid, och Marie Louise fick en mycket skyddad och isolerad uppväxt.   
Hennes uppfostran koncentrerades mest på språk – hon talade franska, spanska, engelska, latin och italienska utöver tyska – och dynastisk genealogi samt religionsundervisning för att göra henne till en lydig och foglig hustru. Marie-Louise tyckte om trädgårdsskötsel, matlagning, broderi och musik – hennes favoritinstrument var piano – var en elev till Ferdinando Paër, och stod nära sin guvernant Victoire de Folliot de Crenneville, vars dotter blev hennes lekkamrat och senare hennes långvariga brevvän. 
Efter hennes mors död 1807 gifte fadern om sig, och hon blev en nära vän till sin styvmor, som var en av Napoleons mest övertygade kritiker. Hennes styvmor älskade sällskapslivet, och Marie Louise debuterade i det vuxna sällskapslivet vid en av de regelbundna kejsarbaler som hennes styvmor införde som en ny sed vid hovet. 
Marie-Louise evakuerades med sin familj undan Napoleons anfall på Wien både 1805 och 1809, då de vid båda tillfällen flydde till Budapest, och kände en stark antipati för Napoleon. Hon hade redan efter Österrikes första nederlag mot det revolutionära Frankrike 1796 uttryckt  ogillande mot honom.

## Giftermål
Efter skilsmässan från sin första hustru, Joséphine de Beauharnais, som ägde rum 1809, hade Napoleon önskemål om att gifta om sig; dels för att få arvingar, dels för att bli släkt med någon av Europas gamla dynastier. Han hade två huvudkandidater; antingen en medlem av det ryska eller det österrikiska kejsarhuset; i det ena fallet Anna Pavlovna av Ryssland och i det andra fallet Marie-Louise. 
Det ryska partiet ansågs politiskt klokast, då Österrike redan var besegrat och helt under fransk dominans, medan Ryssland var en jämbördig stormakt till Frankrike. I Österrike rådde en rädsla för en fransk-rysk allians som kunde skada Österrike, och giftermålet mellan Napoleon och Marie Louise kom därför att ses som politiskt nödvändigt av Österrikes Klemens von Metternich. Det ryska tsarhuset kom med en rad undanflykter; änkekejsarinnan var emot giftermålet, och Anna själv ville inte konvertera till katolicismen, och diskussionen sköts ideligen upp. Napoleon tröttande till slut på tsarens undanflykter och lät därför i januari 1810 göra klart för Österrikes sändebud i Paris Karl zu Schwarzenberg att han hade bestämt sig för en allians med Österrike. 
Kejsar Frans var inte glad över alliansen, men vågade inte sätta sig upp mot Napoleon. Marie Louise, som avskydde Napoleon, blev förtvivlad då hon meddelades beslutet, men gick till slut med på att "offra sig för staten". Som prinsessa skulle hon i vilket fall som helst så småningom ingå ett arrangerat äktenskap av politiska skäl, och det var ett öde hon hade blivit uppfostrad till att acceptera. 
Napoleon hade beslutat att bröllopet skulle ske enligt samma ceremoniel som då Marie-Antoinette hade gift sig med Ludvig XVI. Napoleon sade med anledning av äktenskapet, att även om Ludvig XVI hade förtjänat sin avrättning, hade det varit onödigt att avrätta Marie Antoinette, som i egenskap av kvinna endast hade delat tronens ära men inte dess ansvar. Äktenskapskontraktet var en kopia av Marie Antoinettes, och signerades 7 februari 1810 i Tuilerierna i Paris. 
Marie Louise blev gift via ombud i Wien 11 mars med Karl av Österrike-Teschen som Napoleons representant, lämnade Wien två dagar därpå och överlämnades till Frankrike i Braunau am Inn vid gränsen till Bayern, som var en fransk lydstat och därför räknades som fransk mark. Hon fick där passera genom ett för tillfället byggt hus med tre rum, varav ett rum representerade Österrike, ett Frankrike och ett neutralt territorium; i det österrikiska rummet fick hon ta av sig sina österrikiska kläder, för att i det franska ta på sig franska kläder och därefter ta farväl av sitt österrikiska följe och välkomnas av sitt franska hushåll och Napoleons syster Caroline Bonaparte. Den 23 mars nådde hon det egentliga Frankrike i Strasbourg. Napoleon bröt dock sedan planen och mötte henne 27 mars i Compiègne, där han fullbordade äktenskapet sedan han konsulterat kyrkan och fått veta att ett äktenskap per ombud räknades som en legal vigsel. 
En civil vigsel ägde rum i 1 april i Compiègne. Det kyrkliga bröllopet ägde rum med stor pompa och ståt i Louvren i Paris den 2 april 1810, och smekmånaden firades i Franska Nederländerna. Bröllopet firades ända fram till maj med en rad festligheter, så som baler, maskerader, ett sjöslag på Seine och fyrverkerier av Claude-Fortuné Ruggieri för 4000 personer. En incident svår olycka inträffade dock när en eldsvåda bröt ut på en bal som hölls till brudparets ära av Österrikes ambassadör furst Schwarzenberg, med flera dödsoffer som följd. 
Äktenskapet möttes med opposition inom skilda kretsar. Republikanerna misstyckte eftersom bruden var brorsonsdotter till Marie-Antoinette; adeln misstyckte för att Napoleon nu blev orättmätigt släkt med Habsburg, som de såg saken; bonapartisterna föredrog hans förra fru; och kyrkan misstyckte för att han inte hade fått påvens godkännande till skilsmässan, ansåg därför vigseln ogiltig.

## Kejsarinna
Napoleon var mycket nöjd med Marie Louise, som hade uppfostrats till att vara tillgiven, underkasta sig och lyda och avstå från all inblandning i politik. Hon hade alltid varit förutbestämd att ingå ett arrangerat äktenskap av politiska skäl, och hade därför blivit uppfostrad till att "inte ha någon egen vilja" utan att lyda och underkasta sig först sin far och sedan sin make, och hon anpassade sig till detta ideal.
Metternich försökte förgäves få henne att påverka maken i politiska frågor. Napoleon respekterade hennes status, och betraktade henne som en idealisk och sveklös oskuld. Han kommenterade att han hade "gift sig med en livmoder", men också att han var lyckligare med Marie Louise än Josephine, trots att han hade älskat den senare mer, eftersom han aldrig kunnat respektera Josephine som han respekterade Marie Louise, som han betraktade som en anständig och respektabel hustru. Napoleon gjorde allt han kunde för att hon skulle trivas och uppfyllde alla hennes önskningar. Hennes syn på honom kom därför att förbättras, och äktenskapet beskrivs som konfliktfritt och fridfullt. Napoleon förklarade att hon likt Caesars hustru måste stå över varje misstanke och att ingen man skulle kunna säga att han hade varit ensam med kejsarinnan, och därför förbjöd han henne att träffa män utan hans tillstånd, och nekade tillstånd till nästan alla manliga besökare. 
Marie Louise tyckte illa om Tuilerierna, där hon blev påmind om den avrättade drottning Marie-Antoinette, som var hennes fars faster. Hon gjorde ingen succé i sällskapslivet, där hennes reserverade personlighet jämfördes till hennes nackdel med hennes företrädare Joséphine de Beauharnais. Hon tillbringade sin mesta tid isolerad på sina privata rum, där hon fortsatte att ägna sig åt samma saker som hon hade sysselsatt sig med under sin uppväxt; hon sydde, broderade, läste och fortsatte med sina musiklektioner för Ferdinando Paer. Napoleon hade utnämnt en stor hovstab åt henne, och hon blev vän med sin första hovdam Louise de Montebello, men lät oftast de andra hovdamerna kvarbli i väntrummet utanför medan hon umgicks ensam med Montebello, vilket väckte avund. Hon överlät många av de praktiska uppgifter på sin hovdam nummer två, Jeanne Charlotte du Luçay. 
Marie Louise uppträdde vid offentliga sammanhang vid makens sida, och utförde en del noggrant planerade välgörenhetsuppgifter. När hon år 1811 blev gravid lät Napoleon grunda en välgörenhetsförening, Société maternelle, till förmån för fattiga mödrar och utnämna henne till dess ordförande och hennes hovdamer till medlemmar. Hon var reserverad och skygg och tystlåten offentligt, vilket sågs som högfärd, men hon betraktades som dygdig och respektabel. Den 20 mars 1811 föddes den efterlängtade arvingen, Napoleon II. Marie Louise fick inte ha något som helst ansvar för sonens uppfostran, som överläts på guvernanten Louise Charlotte Françoise de Montesquiou, och träffade honom sällan.
I maj 1812 närvarade hon på mötet mellan Napoleon och hennes far och styvmor i Dresden inför Napoleons fälttåg mot Ryssland. Vid detta tillfälle mötte hon Adam Albert von Neipperg för första gången. När Napoleon fortsatte mot Ryssland tillbringade hon en tid med sin familj i Prag innan hon återvände till Frankrike i juli. Hon var då utsedd till regent och förmyndare för sonen om Napoleon skulle dö under kriget; han hade också bett henne skriva till sin far och be om Österrikes hjälp i kriget, men fadern behöll sin neutralitet. Napoleon återvände till Frankrike i december. 
Den 30 mars 1813 utsågs hon till Frankrikes ställföreträdande regent vid Napoleons fälttåg under det Sjätte koalitionskriget. I praktiken hade han begränsat hennes fullmakt till att rent symboliskt presidera över regeringen, medan politiken sköttes av honom själv genom korrespondens med hans ministrar. Marie Louise stod i brevkontakt med Napoleon och informerade honom om de franska stämningarna för fred. Hon misslyckades åter med uppgiften att övertala sin far att sluta upp Österrike bredvid Frankrike. Hennes nominella regentskap upphörde när Napoleon återvände till Frankrike i november.  

### Napoleons fall
23 januari 1814 blev hon andra gången utsedd till regent, när Napoleon gav sig av för att möta de allierades invasion. Då de allierade arméerna närmade sig Paris, ville Marie Louise kvarbli i staden. I egenskap av dotter till kejsaren av Österrike, en av de allierade, ansåg hon sig inte vara i någon fara; om hon kvarblev kunde hon försvara sin sons rätt till den franska tronen i det fall hennes make avsattes, men om hon reste skulle chansen växa att de allierade istället lät Bourbonerna komma tillbaka. Hon blev slutligen informerad om att Napoleon önskade att hon skulle resa hellre än bli tillfångatagen om Paris inte kunde försvaras. Hon flydde till Blois med hovet 29 mars, dagen innan huvudstaden kapitulerade, samtidigt som de första ryska trupperna nådde fram till Paris. 
Den 3 april förklarades Napoleon avsatt. Marie Louise informerades om Napoleons avsättning 7 april. Hon beskrivs som chockad och ville resa till Paris, men övertalades att stanna av Montebello och Jean-Nicolas Corvisart. Den 11 april abdikerade Napoleon själv i Fontainebleau. Hon skrev till Napoleon för att få order, och övervägde att resa till honom i Fontainebleau, men i stället fick hon ett meddelande från segrarmakterna i Paris som gav henne rådet att resa till Orléans. Hon följde rådet men var en tid fruktansvärt rädd för att avrättas på samma sätt som Marie-Antoinette, innan hon den 16 april kunde återförenas med sin far i Rambouillet. Hon fick veta att i enlighet med fördraget i Fontainebleau skulle Napoleon skulle föras till Elba, medan hon skulle få Hertigdömet Parma med sin son som tronarvinge. Hon fick rådet att inte göra maken sällskap på Elba, utan återvända till Österrike. 
Marie Louise lämnade Frankrike 23 april och återvände till Wien. Hon mottog en del förebråelser för sin brist på förtvivlan över makens fall, medan hennes far däremot var orolig för att hon skulle be om lov att resa till maken på Elba. Därför gav fadern henne en vistelse på en kurort och greve Adam Albert von Neipperg i uppdrag att förföra henne för att skaffa henne nya lojaliteter, något som också lyckades. Under den hundra dagarna 1815, då Napoleon tillfälligt hade återtagit makten, var hon mycket orolig över att tvingas återvända till honom, och bad i ett brev från Schönbrunn utanför Wien att han skulle besegras, något som lästes upp för de allierade.

## Hertiginna av Parma
Vid Wienkongressen 1815 tilldelades hon hertigdömet Parma, där hon slog sig ned som regerande hertiginna. Det var i enlighet med vad som redan hade beslutats vid fördraget i Fontainebleau, men beslutet hade justerats så att Marie Louise fick hertigdömet enbart på livstid och att det sedan skulle återgå till dynastin Bourbon, och att hennes son inte skulle bli hennes tronarvinge. Hon tvingades istället lämna kvar sin son vid det österrikiska hovet när hon avreste till Parma. Hon fick titeln "Hennes Majestät ärkehertiginnan Marie Louise av Österrike, hertiginna av Parma"; då hon anlände till Italien antog hon namnet Maria Luigia. Hon avreste från Wien tillsammans med Adam Albert Neipperg i mars 1816 och anlände till Parma i april; i december utsåg hon Neipperg till sin premiärminister. 
Marie Louise lät politiken skötas av Adam Albert Neipperg, som lydde order från Metternich i Wien. Hon blev populär i Parma där hon kallades "den goda hertiginnan". Hon grundade en förlossningsklinik (1817) och ett mentalsjukhus, lät uppföra en bro över Taro efter översvämningarna (1819) och en ny teater (1829), och deltog själv i vården av de sjuka under epidemin 1836. 
Marie Louise gifte sig efter Napoleons död 1821 i hemlighet morganatiskt med sin hovmarskalk Adam Albert Neipperg. Hon fick fyra barn med honom mellan 1817 och 1824; två av dem före vigseln. Barnen placerades i fosterhem mot hennes vilja. Neipperg avled 1829, och hon fick barnen erkända av sin familj, men tvingades hålla både dem och äktenskapet hemligt och förbjöds att bära sorg. Efter hans död hade hon ett antal förhållanden. 
Under 1831 utbröt upplopp och demonstrationer mot Österrikes minister i Parma, Josef von Werklein. Marie Louise förbjöd våldsåtgärder och lämnade Parma för Piacenza tills hon kunde få Werklein avsatt och återvända. Österrikes näste minister kritiserade henne för hennes politik och för att hon haft flera förhållanden efter Neippergs död, men hon lyckades få honom återkallad. 1833 gifte hon sig med Österrikes näste ambassadör, greven Carl Renatus de Bombelles. Hon hade endast formella förbindelser med sin bror efter faderns död 1835. 

## Död
Marie Louise insjuknade den 9 december 1847. Hennes tillstånd förvärrades under de närmaste dagarna. Allmänheten vakade utanför palatset under hennes dödskamp. Den 17 december svimmade hon efter kräkningar och vaknade därefter aldrig upp. Dödsorsaken fastställdes till lungsäcksinflammation.
Hennes stoft fördes tillbaka till Wien och begravdes i den kejserliga kryptan.

## Galleri

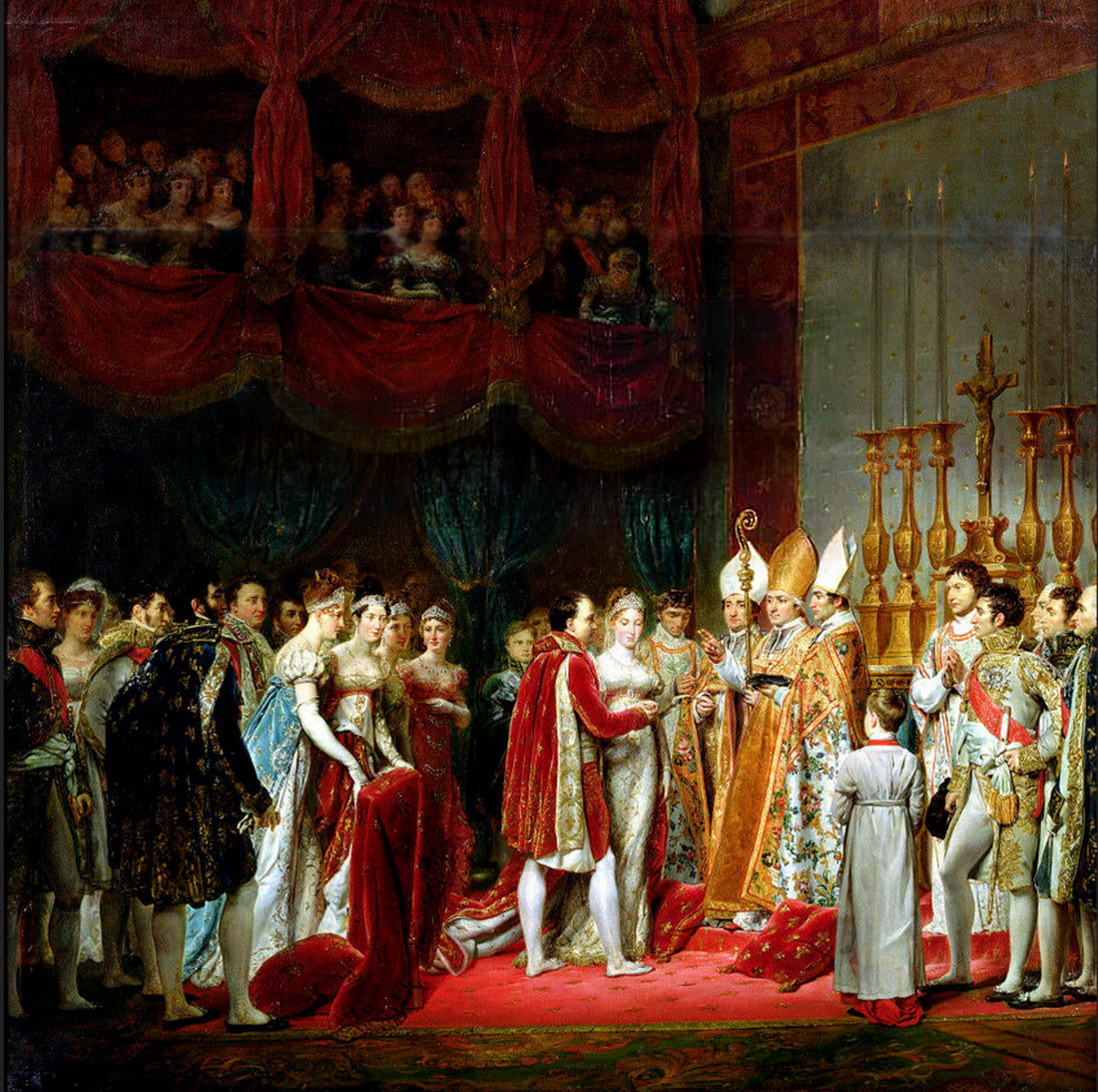
Giftermålet med Napoleon I i Louvrens kapell 2 april 1810.
Medalj med Napoleon I och Marie-Louise i profil, 1811.
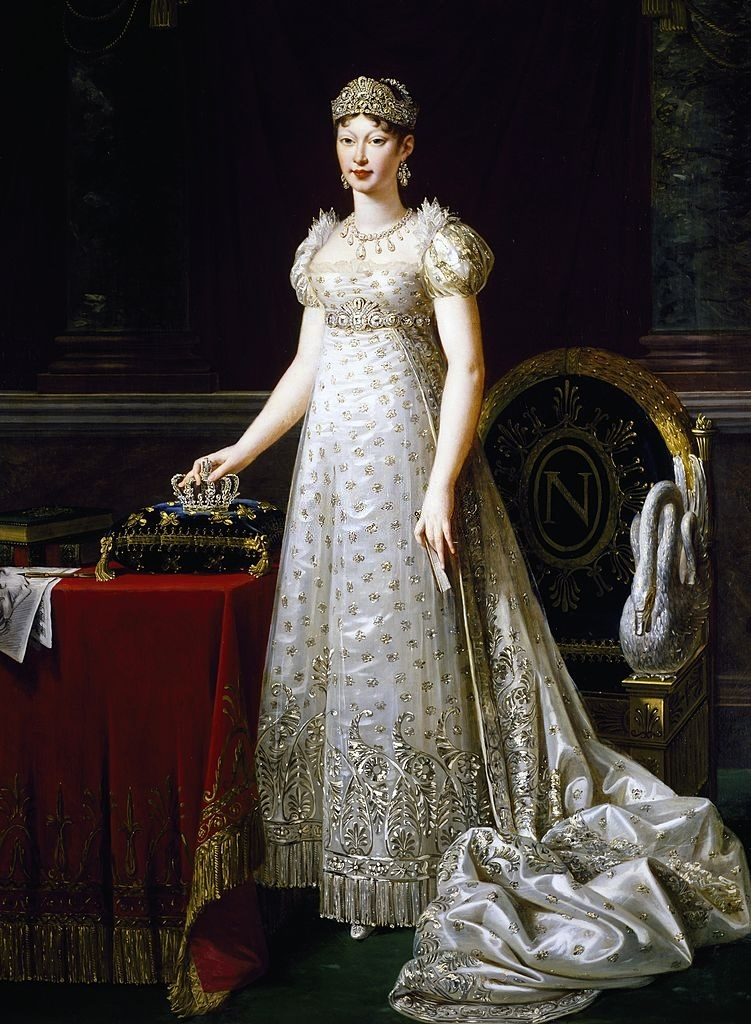
Marie Louise av Österrike som kejsarinna av Frankrike, ca 1810.
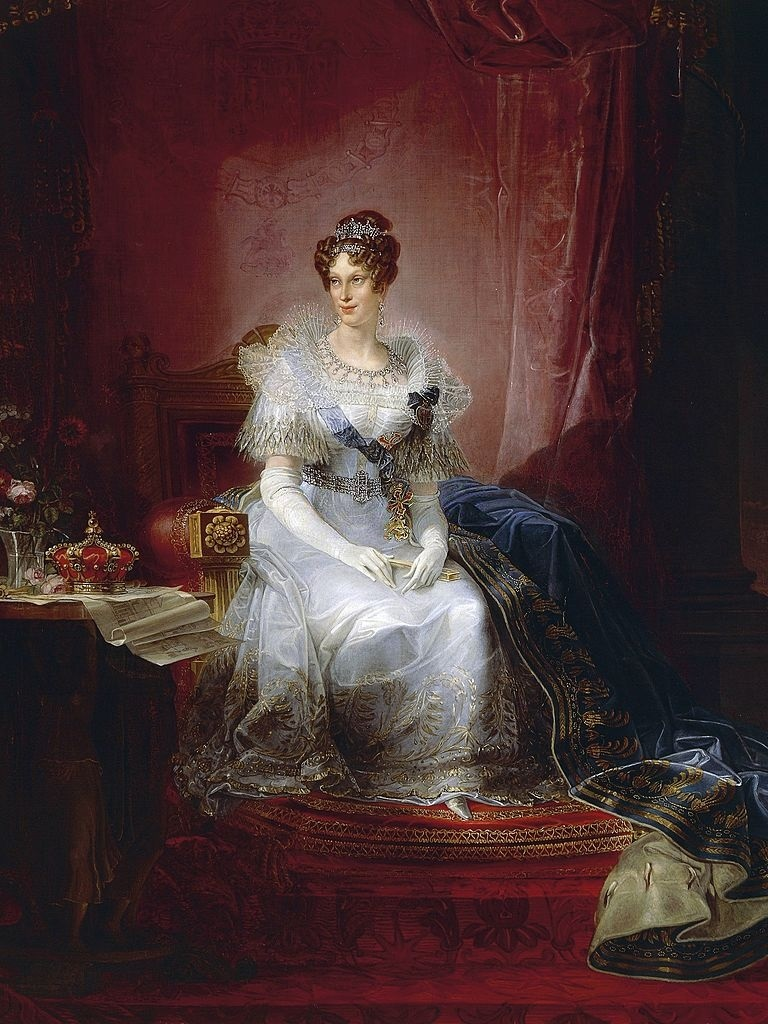
Marie Louise av Österrike som hertiginna av Parma, 1839.
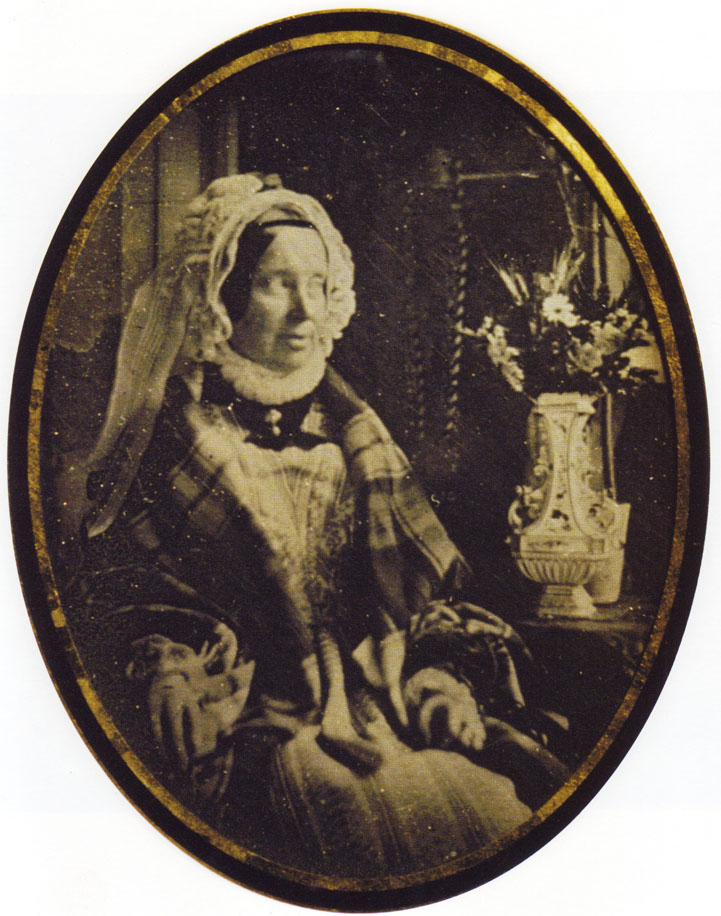
Marie Louise av Österrike, daguerreotyp, 1847.

## Anfäder
|                           |  |  |  |  |  |  |  |                                           |  |  |  |  |  |  |  |                                 |  |  |  |  |  |  |  | Frans I av Habsburg        |
|                           |  |  |  |  |  |  |  |                                           |  |  |  |  |  |  |  |                                 |  |  |  |  |  |  |  |                            |
|                           |  |  |  |  |  |  |  |                                           |  |  |  |  |  |  |  | Leopold II av Habsburg          |  |  |  |  |  |  |  |                            |
|                           |  |  |  |  |  |  |  |                                           |  |  |  |  |  |  |  |                                 |  |  |  |  |  |  |  |                            |
|                           |  |  |  |  |  |  |  |                                           |  |  |  |  |  |  |  |                                 |  |  |  |  |  |  |  | Maria Teresia av Österrike |
|                           |  |  |  |  |  |  |  |                                           |  |  |  |  |  |  |  |                                 |  |  |  |  |  |  |  |                            |
|                           |  |  |  |  |  |  |  | Frans II av Habsburg/Frans I av Österrike |  |  |  |  |  |  |  |                                 |  |  |  |  |  |  |  |                            |
|                           |  |  |  |  |  |  |  |                                           |  |  |  |  |  |  |  |                                 |  |  |  |  |  |  |  |                            |
|                           |  |  |  |  |  |  |  |                                           |  |  |  |  |  |  |  |                                 |  |  |  |  |  |  |  | Karl III av Spanien        |
|                           |  |  |  |  |  |  |  |                                           |  |  |  |  |  |  |  |                                 |  |  |  |  |  |  |  |                            |
|                           |  |  |  |  |  |  |  |                                           |  |  |  |  |  |  |  | Maria Ludovika av Spanien       |  |  |  |  |  |  |  |                            |
|                           |  |  |  |  |  |  |  |                                           |  |  |  |  |  |  |  |                                 |  |  |  |  |  |  |  |                            |
|                           |  |  |  |  |  |  |  |                                           |  |  |  |  |  |  |  |                                 |  |  |  |  |  |  |  | Maria Amalia av Sachsen    |
|                           |  |  |  |  |  |  |  |                                           |  |  |  |  |  |  |  |                                 |  |  |  |  |  |  |  |                            |
| Marie Louise av Österrike |  |  |  |  |  |  |  |                                           |  |  |  |  |  |  |  |                                 |  |  |  |  |  |  |  |                            |
|                           |  |  |  |  |  |  |  |                                           |  |  |  |  |  |  |  |                                 |  |  |  |  |  |  |  | Karl III av Spanien        |
|                           |  |  |  |  |  |  |  |                                           |  |  |  |  |  |  |  |                                 |  |  |  |  |  |  |  |                            |
|                           |  |  |  |  |  |  |  |                                           |  |  |  |  |  |  |  | Ferdinand I av Bägge Sicilierna |  |  |  |  |  |  |  |                            |
|                           |  |  |  |  |  |  |  |                                           |  |  |  |  |  |  |  |                                 |  |  |  |  |  |  |  |                            |
|                           |  |  |  |  |  |  |  |                                           |  |  |  |  |  |  |  |                                 |  |  |  |  |  |  |  | Maria Amalia av Sachsen    |
|                           |  |  |  |  |  |  |  |                                           |  |  |  |  |  |  |  |                                 |  |  |  |  |  |  |  |                            |
|                           |  |  |  |  |  |  |  | Maria Teresa av Neapel och Sicilien       |  |  |  |  |  |  |  |                                 |  |  |  |  |  |  |  |                            |
|                           |  |  |  |  |  |  |  |                                           |  |  |  |  |  |  |  |                                 |  |  |  |  |  |  |  |                            |
|                           |  |  |  |  |  |  |  |                                           |  |  |  |  |  |  |  |                                 |  |  |  |  |  |  |  | Frans I av Habsburg        |
|                           |  |  |  |  |  |  |  |                                           |  |  |  |  |  |  |  |                                 |  |  |  |  |  |  |  |                            |
|                           |  |  |  |  |  |  |  |                                           |  |  |  |  |  |  |  | Maria Karolina av Österrike     |  |  |  |  |  |  |  |                            |
|                           |  |  |  |  |  |  |  |                                           |  |  |  |  |  |  |  |                                 |  |  |  |  |  |  |  |                            |
|                           |  |  |  |  |  |  |  |                                           |  |  |  |  |  |  |  |                                 |  |  |  |  |  |  |  | Maria Teresia av Österrike |
|                           |  |  |  |  |  |  |  |                                           |  |  |  |  |  |  |  |                                 |  |  |  |  |  |  |  |                            |